# HD33011
HD33011 є хімічно пекулярною зорею спектрального класу
A0 й має видиму зоряну величину в смузі V приблизно  9,3.
Вона знаходиться у сузір'ї Зайця. 

## Пекулярний хімічний вміст
Зоряна атмосфера HD33011 має підвищений вміст 
Eu
.